# Bras du Nord (rivière Sainte-Anne)
Pour les articles homonymes, voir Bras du Nord.
Le Bras du Nord est un affluent de la rivière Sainte-Anne coulant dans la ville de Saint-Raymond, dans la municipalité régionale de comté (MRC) de Portneuf, dans la région administrative de la Capitale-Nationale, dans la province de Québec, au Canada.

## Géographie
Le Bras du Nord est surtout desservie par le chemin du rang Saguenay qui passe sur la rive est de la rivière.
Le Bras du Nord prend sa source à la confluence des rivières Sainte-Anne Ouest et Neilson (altitude 199 m). À partir de cette confluence, le Bras du Nord coule sur 35,6 km vers le sud généralement en zone forestière, parfois agricole en fin de parcours, avec une dénivellation de 65 m, selon les segments suivants :
- d'abord vers le sud, puis bifurquant vers le sud-est jusqu'à la décharge venant du nord d'un ensemble de lacs du hameau Pine Lake ;
- vers le sud-est dans une vallée encaissée en passant entre deux montagnes jusqu'à la rivière de la Roche Plate venant du nord ; en formant de grande boucle jusqu'à la rivière Écartée venant du nord-est,  en formant trois boucles vers l'ouest jusqu'à un pont routier ;
- vers le sud formant un crochet vers l'ouest en début de segment et en traversant sept séries de rapides, jusqu'à la rivière Mauvaise venant du sud-ouest ;
- vers le sud-est en formant une grande boucle vers l'est sur 4,9 km, jusqu'à un coude rivière ;
- vers le sud en traversant une zone de rapide jusqu'au ruisseau du Rang Sainte-Croix (venant du sud-ouest) ;
- vers le sud-est, en formant un crochet vers le sud-ouest, en recueillant la décharge (venant de l'est) d'un lac et en contournant sept petites îles, jusqu'au pont Noir (route 365) ;
- vers le sud, en contournant une île, jusqu'à sa confluence avec la rivière Sainte-Anne en aval du pont de la route 365 qui passe au centre-ville de Saint-Raymond. À partir de cette confluence, le courant descend généralement vers le sud et le sud-ouest jusqu'à la rive nord-ouest du fleuve Saint-Laurent[3].

## Toponymie
Ce toponyme fait référence à sa localisation au nord de la rivière Sainte-Anne. Ce toponyme parait sur le plan d'une partie de la seigneurie de Bourg-Louis réalisée par l'arpenteur Ignace-Pierre Déry, en 1851.
Le toponyme Bras du Nord a été officialisé le 22 avril 2008 à la Banque des noms de lieux de la Commission de toponymie du Québec.